# سندی دانکن
سندی دانکن (به انگلیسی: Sandy Duncan) (زاده ۲۰ فوریه ۱۹۴۶) بازیگر آمریکایی است.
از فیلم‌های معروف او می‌توان به گویندگی در راک-ای-دودل اشاره کرد.